# Gmina Håbo
Gmina Håbo (szw. Håbo kommun) – gmina w Szwecji, w regionie Uppsala, z siedzibą w Bålsta.
Pod względem zaludnienia Håbo jest 129. gminą w Szwecji. Zamieszkuje ją 18 378 osób, z czego 49,4% to kobiety (9078) i 50,6% to mężczyźni (9300). W gminie zameldowanych jest 1023 cudzoziemców. Na każdy kilometr kwadratowy przypada 129,42 mieszkańca. Pod względem wielkości gmina zajmuje 265. miejsce.

## Miejscowości
Miejscowości (tätort) w gminie Håbo według liczby mieszkańców w 2010:
- Bålsta (14 147 mieszkańców)
- Slottsskogen (1492 mieszkańców)
- Råby (885 mieszkańców)
- Söderskogen (378 mieszkańców)
- Krägga (331 mieszkańców)
- Häggeby och Vreta (224 mieszkańców)

## Zabytki
- Skokloster